# Praia do Coqueiral
Praia do Coqueiral
A Praia do Coqueiral pertence à cidade de Araruama, no atual estado do Rio de Janeiro, Brasil; esta praia é caracterizada pelas águas mornas e transparentes, areias brancas e soltas, sendo propícia ao banho; Possui áreas gramadas e cercada por coqueiros, árvores de amendoeiras, casas de veraneio, quiosques, bares e restaurantes; sendo bastante frequentada, além de possuir 1,5km de extensão.

(Praia pertencente à Lagoa de Araruama)

- Localização: Coqueiral, Araruama; há 3,5 km do Centro.